# Pokkuri-Geta

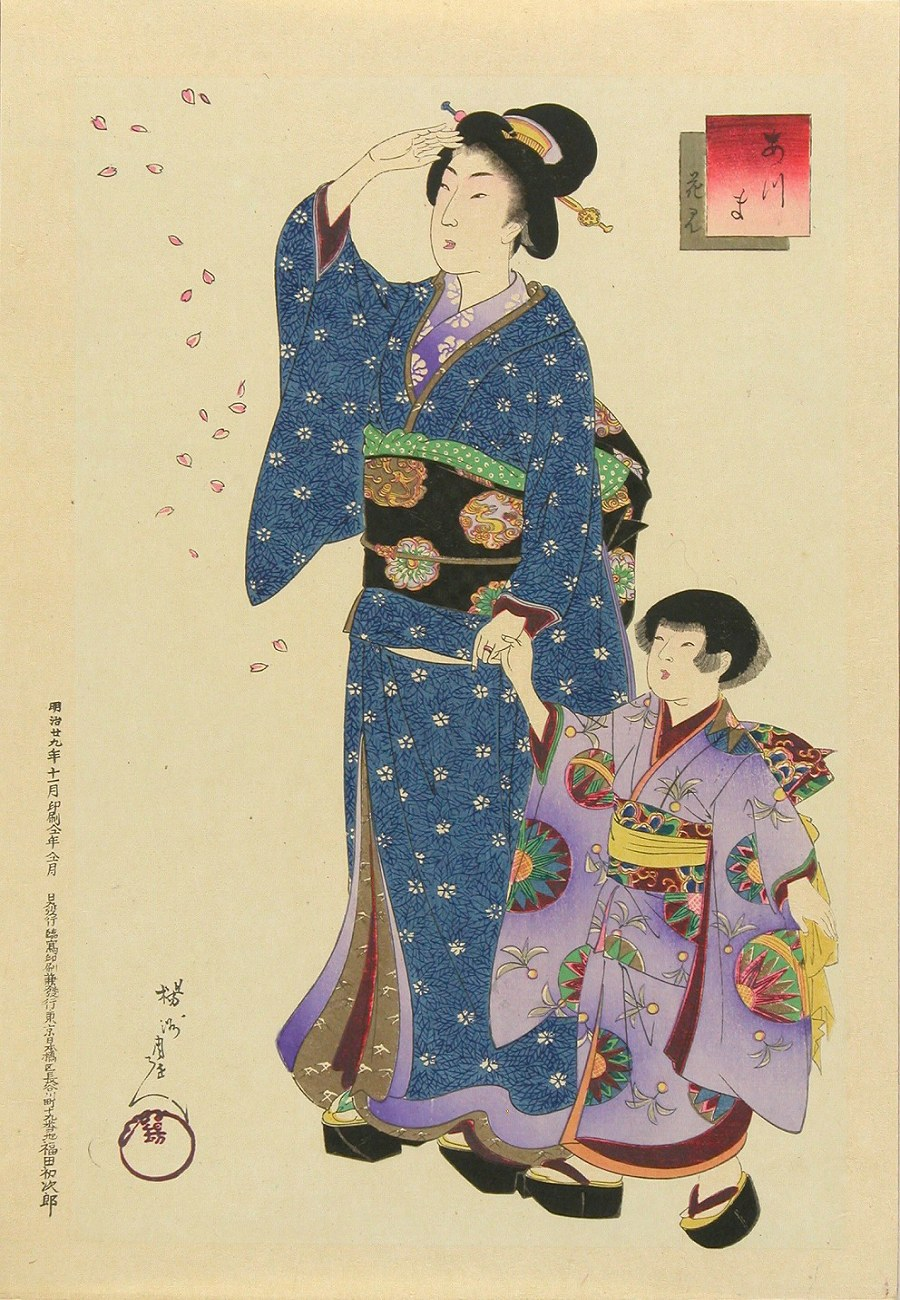
Mutter und Tochter mit Pokkuri-Geta beim Hanami
(Farbholzdruck von Yōshū Chikanobu, 1896)

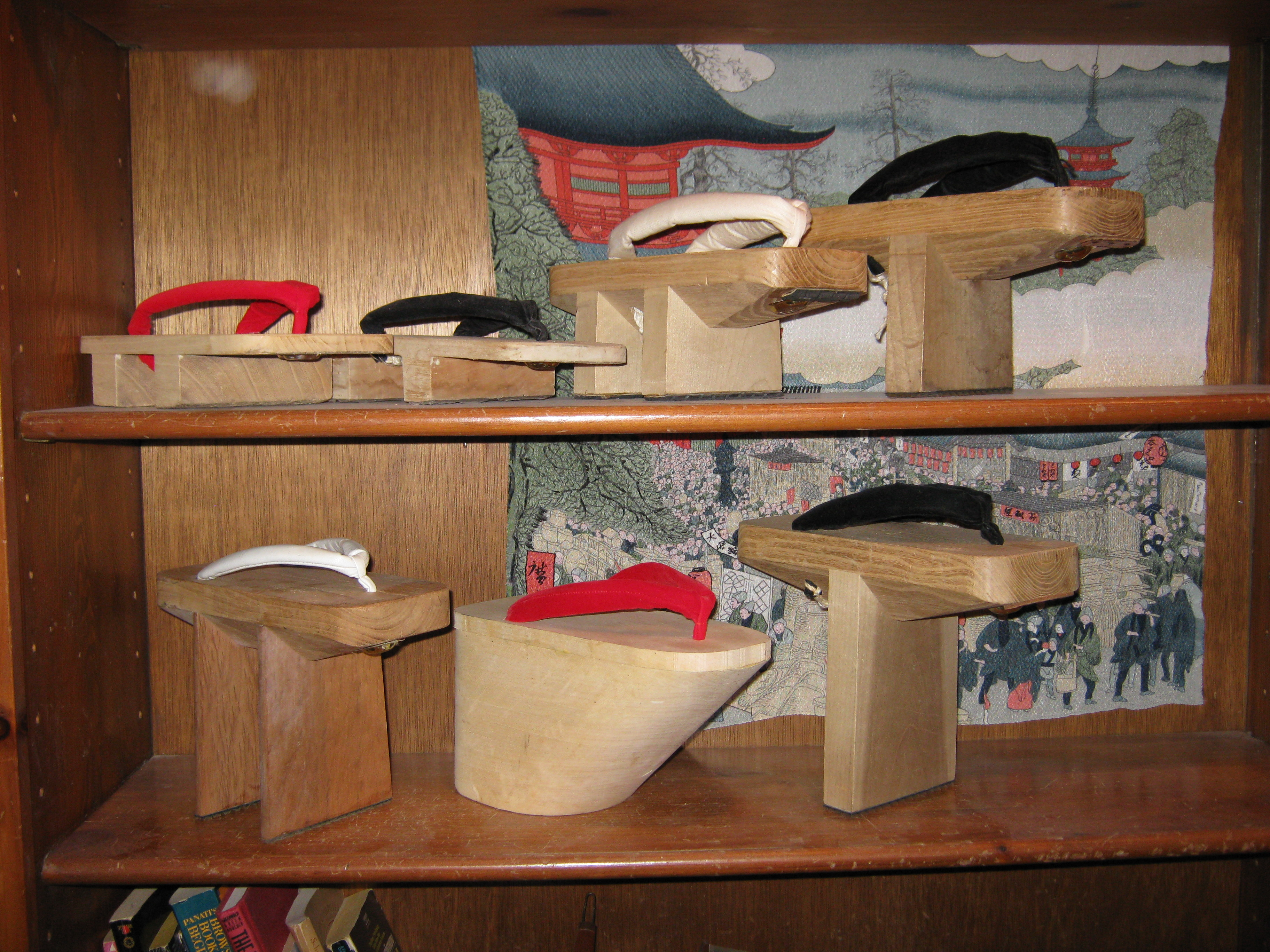
Pokkuri-Geta (unten Mitte)

Pokkuri-Geta (japanisch ぽっくり下駄), kurz: Pokkuri (ぽっくり) sind hohe japanische Holzsandalen, deren Absatz sich nach vorne verjüngt. Pokkuri-Geta erinnern an Plateauschuhe. Sie werden hauptsächlich von Mädchen getragen, daneben aber auch von  Maikos (Geisha-Auszubildende).
Der Name kommt entweder von dem Geräusch, das beim Laufen entsteht, oder von der alternativen Bezeichnung Bokuri bzw. Bokkuri (木履, „Holzschuh“). Sie werden auch als Koppori(-Geta) (こっぽり(下駄)) bezeichnet, ebenfalls nach deren Geräusch. In Kyōto werden die Pokkuri der Maiko als Okobo (おこぼ) bezeichnet und enthalten in ihrem Inneren Glöckchen, die beim Laufen erklingen.
Als Materialien werden häufig Samt für den Riemen, das Holz des Blauglockenbaums oder der Sicheltanne für das Fußbett und das des Kastanienbaums für den Absatz verwendet.